# I-32 (подводная лодка)
I-32 — подводная лодка типа B1 Императорского флота Японии. Построена и введена в строй в 1942 году, служила во время Второй мировой войны, действовала в Тихом и Индийском океанах, поддерживала японские войска в Новогвинейской кампании и битве за Гуадалканал. Потоплена в марте 1944 года.

## Строительство и ввод в эксплуатацию
Заложена 20 января 1940 года на верфи в Сасебо под названием подводная лодка № 145. К моменту спуска на воду 17 декабря 1940 года переименована в I-39, а затем 1 ноября 1941 года — в I-32. Вошла в состав флота 26 апреля 1942 года.

## История службы
После ввода в строй I-32 была прикреплена к Военно-морскому округу Куре. 30 мая 1942 года была переведена в 15-ю дивизию 1-й эскадры 6-го флота. 16 июня 1942 года покинула Куре и проследовала в Трук.

### Первое боевое патрулирование
30 июня 1942 года I-32 отправилась из Трюка в своё первое боевое патрулирование у берегов Австралии. 9 июля 1942 года провела разведку Порт-Вила на острове Эфате на Новых Гебридских островах, с 13 по 15 июля 1942 года — Новой Каледонии. Затем обогнула юг Австралии, прошла в Индийском океане в 200 милях к юго-юго-востоку от Эсперанса, Западная Австралия, 4 августа 1942 года около 19:10 из надводного положения палубным орудием атаковала австралийский военный транспорт Катумба. Катумба, совершавший рейс из Фримантла, Западная Австралия, в Аделаиду, Южная Австралия, передала сигнал бедствия и открыла ответный огонь, пытаясь уйти..I-32 преследовала её три часа, но так и не добилась успеха. 28 августа 1942 года лодка завершила свое патрулирование, прибыв в Джорджтаун на острове Пинанг в оккупированной японцами Британской Малайе. 6 сентября 1942 года она покинула Пинанг и направилась в Трук, куда прибыла 18 сентября 1942 года.

### Второе боевое патрулирование
30 сентября 1942 года с гидросамолётом Йокосука E14Y1 на борту (американское обозначение «Глен») I-32 отбыла из Трука во второе боевое патрулирование в район Новой Каледонии в составе 2-го патрульного отряда. 17 октября 1942 года она подняла гидросамолет, чтобы совершить разведывательный полет над Нумеа. 3 октября 1942 года она была переведена в 1-й отряд патрулирования, но вскоре после этого произошла утечка дизельного топлива, и, прервав патрулирование, лодка вернулась в Трук, где пробыла с 6 по 7 октября 1942 года, а затем отправилась в Куре, где 13 октября 1942 года встала на ремонт.

### Кампания в Новой Гвинее, декабрь 1942 г. — январь 1943 г.
4 декабря 1942 года после завершения ремонта I-32 покинула Куре и направился в Трук, а затем 14 декабря 1942 года — из Трука в Рабаул на Новой Британии. 16 декабря 1942 года в 22:00 в море Бисмарка у Адмиралтейских островов она обнаружила лодку союзников в надводном положении и погрузилась, намереваясь атаковать, однако противник также успел погрузиться. 17 декабря 1942 года I-32 прибыла в Рабаул.
По прибытии в Рабаул I-32 была назначена в группу подводных лодок B и начала серию рейсов для поддержки японских войск, участвующих в Новогвинейской кампании. 19 декабря 1942 года с грузом в 22 тонны продовольствия и боеприпасов она вышла из Рабаула в свой первый рейс, 24 декабря 1942 года прибыла в устье реки Мамбаре в Буна на побережье Новой Гвинеи, в тот же день отправилась в обратный путь и вернулась в Рабаул 26 декабря 1942 г. Второй рейс снабжения оказался неудачным: 27 декабря она покинула Рабаул, 29 декабря прибыла к реке Мамбаре, но, не сумев связаться с японскими силами на берегу, 31 декабря 1942 года вернулась в Рабаул.
В январе 1943 года I-32 совершила ещё два рейса снабжения: 7 января вышла из Рабаула, прибыла в устье реки Мамбаре, где разгрузилась и 9 января взяла на борт 43 пассажира. 11—12 января совершила переход в Рабаул, затем опять вернулась к реке Мамбаре, где выгрузила 22 тонны продовольствия и боеприпасов. 18 января 1943 года лодка прибыла в Трук.

### Третье и четвёртое боевые патрулирования
24 января 1943 года I-32 вышла из Трука в третье боевое патрулирование к югу от Гуадалканала, когда шестимесячная битва за Гуадалканал находилась в заключительной стадии. Битва закончилась 8 февраля 1943 года во время патрулирования I-32, когда японские войска завершили операцию Кэ по эвакуации своих сил с острова. 11 февраля I-32 заметила американский авианосец, двигавшийся на восток, но в остальном патрулирование прошло без происшествий. 22 февраля 1943 года лодка вернулась в Трук.
25 марта 1943 года I-32 присоединилась к группе подводных лодок B и в тот же день вышла из Трука в четвёртое боевое патрулирование в район Фиджи и островов Самоа. Без каких-либо происшествий она 1 июня вернулась в Трук, затем 3 июня отправилась в Куре, куда прибыла 10 июня 1943 года.

### Июль — декабрь 1943 г.
C 41-метровым погружным контейнером грузоподъёмностью 377 на буксире I-32 вышла из Куре 30 июля 1943 года курсом на Рабаул и прибыла туда в начале августа 1943 года. 9 августа 1943 года она была переведена во флот Юго-Восточного района. 5 сентября 1943 года она отправилась в Новую Гвинею, буксируя контейнер Ункато, и совершила свой первый заход в Лаэ, Новая Гвинея, для доставки припасов. После этого она проследовала в район Новой Каледонии, где 25 сентября 1943 года у Нумеи попыталась поднять свой гидросамолет Yokosuka E14Y1 для разведывательной миссии, но из-за неисправности катапульты полет был отменен. Затем лодка направилась к восточному побережью Австралии и 7 октября 1943 года была у Кофс-Харбор на среднем северном побережье Нового Южного Уэльса, где атаковала австралийский конвой PG.72, следовавший из Сиднея в Брисбен, однако все торпеды прошли мимо. Заметив торпеды, один из сопровождающих австралийских корветов HMAS Glenelg установкил с лодкой гидроакустический контакт, но потерял его, прежде чем смог атаковать.
19 октября 1943 года I-32 была переведена в группу подводных лодок B и 20 октября получила приказ отправить гидросамолёт в ещё один разведывательный полет над Нумеа, но позже этот приказ был отменен. Вместо этого 26 октября 1943 года лодка была отделена от группы и получила приказ присоединиться к другим подводным лодкам для перехвата шести танкеров США, обнаруженных I-36, но попытка перехвата оказалась безуспешной. Затем лодка была направлена в разведку к Паго-Паго на Тутуиле в Американском Самоа и 7 ноября 1943 года через перископ наблюдала якорные стоянки союзников. 12 ноября у лодки вышел из строя дизельный двигатель, 13 ноября 1943 года ей приказали вернуться в Трук, куда она благополучно добралась.
24 ноября 1943 г. лодка вышла из Трука, с 27 ноября по 5 декабря 1943 г. находилась на Кваджалейне, затем 8 декабря возвратилась в Трук,10 декабря приняла на борт торпеды с базы подводных лодок Heian Maru, 14 декабря 1943 года вышла из Трука и направилась в Японию, куда прибыла 20 декабря 1943 года для капитального ремонта.

### Февраль — март 1944 г.
28 февраля 1944 года после завершения капитального ремонта I-32 вышла из Куре в Трук, куда прибыла 8 марта 1944 года. Во время её пребывания в Японии американские войска захватили Кваджалейн, Маджуро и Эниветок на Маршалловых островах, в результате чего несколько японских гарнизонов на островах остались изолированными. 15 марта 1944 года I-32 вышла из Трука, чтобы доставить припасы в изолированный гарнизон на атолле Вотье, после чего должна была приступить к патрулированию к востоку от Маршалловых островов. Во время своего рейса в Вотье 17 марта 1944 г. в 14:30 японскому стандартному времени она передала, что увидела американский палубный самолёт в 200 милях к юго-юго-западу от Кусаи. 23 марта 1944 г. в 22:21 по японскому времени она сообщила, что встретила оперативную группу союзников. С тех пор лодка на связь не выходила.

### Гибель
Fleet Radio Unit Pacific, организация по разведке и криптоанализу ВМС США на Гавайях, перехватила и расшифровала сообщение I-32 от 23 марта 1944 года. По имеющейся информации, противолодочная группа ВМС США в составе эсминца USS Halsey Powell (DD-686), эскортного эсминца USS Manlove (DE-36) и охотника за подводными лодками USS PC-1135 прибыла на атолл Эрикуб, намереваясь перехватить I-32.
24 марта 1944 года в 04:22 в 50 милях к югу от Вотье Manlove с помощью радара обнаружил всплывшую подводную лодку на дальности 5 миль. Когда Manlove приблизился к подводной лодке на дистанцию 2,7 км, лодка погрузилась, разорвав радиолокационный контакт. Однако Manlove вскоре обнаружил лодку с помощью гидролокатора, и Halsey Powell начал сбрасывать глубинные бомбы, полностью израсходовав их в несколько заходов. Затем в атаку пошли Manlove и PC-1135, первый сбрасывал глубинные бомбы и стрелял залпами бомбомёта Hedgehog, второй атаковал снарядами Mousetrap. Подводная лодка затонула в точке с координатами 08°30′ с. ш. 170°10′ в. д..
Лодка, которую утопили Halsey Powell, Manlove и PC-1135, вероятно, была I-32. 24 марта 1944 года Императорский флот Японии объявил её потерянной со всем экипажем. Она была исключена из списка ВМФ 10 июня 1944 г.